# Eucera mediterranea
Eucera mediterranea är en biart som beskrevs av Heinrich Friese 1896. Eucera mediterranea ingår i släktet långhornsbin, och familjen långtungebin. Inga underarter finns listade i Catalogue of Life.